# Diabloceratop
El diabloceratop (Diabloceratops) és un gènere de dinosaure ceratop que va viure durant el Campanià, Cretaci superior, en el que actualment és Utah, Estats Units.